# Алиев, Сабир Магеррам оглы
Сабир Магеррам оглы Алиев (азерб. Sabir Məhərrəm oğlu Əliyev, 13 февраля 1948 — 22 декабря 2020) — советский и азербайджанский исполнитель вокала, ханенде. Народный артист Азербайджана (2017). Солист отделения мугама Азербайджанского государственного академического театра оперы и балета.

## Биография
Сабир Магеррам оглы Алиев родился 13 февраля 1948 года в селе Парди Джалилабадского района Азербайджанской ССР.
С 1967 по 1972 годы проходил обучение в Бакинском музыкальном училище имени Асафа Зейналлы на отделении мугама. С 1981 по 1986 годы учился в Азербайджанском народнохозяйственном институте (сейчас — Азербайджанский государственный экономический университет).
В 1968 году, будучи студентом, был приглашён работать в Азербайджанский государственный академический театр оперы и балета и более 50 лет был солистом отделения мугама этого театра.
За годы работы в театре в спектаклях отделения мугама было много запоминающихся ролей — в «Лейли и Меджнуне» (Ибн Салям, Зейд, Шейх), «Кероглу» (Вали, Надир), «Вагифе» (ханенде, Зуввар), «Шах Исмаиле» (Чапгачи), «Асли и Керем» (Софи, Османлы), «Ашуг Гариб» (Ашуг Вали, Шахвелед), «Gəlin qayası» (Амиоглу Шейх), «Натаван» (ашуг), «Севиль» (Азанчи).
Алиев выступал на различных сценах, радио и телеканалах Турции, ОАЭ, России, Франции, Швейцарии, Ирана, Египта, Нигерии и других странах. Он достойно представлял культуру Азербайджана на различных фестивалях.
За заслуги в развитии азербайджанской культуры 16 сентября 2005 года был удостоен почётного звания Заслуженный артист Азербайджанской Республики, а 15 сентября 2017 года почётного звания Народный артист Азербайджанской Республики.
Сабир Алиев проживал в городе Баку. Скончался от коронавирусной инфекции 22 декабря 2020 года.

## Награды и звания
- Народный артист Азербайджанской Республики — 2017,
- Заслуженный артист Азербайджанской Республики — 2005.